# Szyna (profil)

Szyna kolejowa

Szyna rowkowa (tramwajowa)

Szyna – profil metalowy o przekroju dwuteownika lub zbliżonym, stosowany do podtrzymania i prowadzenia pojazdów kolei szynowej.

## Funkcja
Zadaniem szyn jest umożliwienie toczenia się kół pojazdów i nadawanie im kierunku biegu oraz pośrednio, przez podkładki szynowe, przekazywanie nacisków kół na podkłady.
Szyny są mocowane do podkładów za pomocą złączek przytwierdzających, którymi są podkładki szynowe, wkręty lub haki, śruby stopowe, łapki lub pierścienie sprężyste. Do łączenia kolejnych odcinków ze sobą stosuje się złączki szynowe, tj. łubki, śruby łubkowe i pierścienie sprężyste. Obecnie, na liniach kolejowych (szczególnie większych szybkości) stosowane jest powszechnie łączenie szyn w dłuższe odcinki bez dodatkowych elementów łączących – przez doczołowe zgrzewanie pojedynczych szyn oraz spawanie termitowe. W niektórych krajach stosuje się także spawanie łukowe. Przy nowszych typach nawierzchni stosowane są podkładki zakładane między stopkę szyny a podkładkę szynową w celu zwiększenia oporów tarcia.

## Budowa
Tę sekcję należy dopracować:

przedstawiono sytuację tylko z polskiej perspektywy – sekcja powinna być przekrojowa.
Pomóż ją poprawić. 

Przekrój poprzeczny szyny

Kształt przekroju poprzecznego szyny jest zbliżony do belki dwuteowej z uwagi na to, że szyna jest poddana w czasie pracy głównie obciążeniom zginającym.
Klasyczna szyna składa się z główki, stopki i szyjki. (Podane wymiary dot. szyny UIC 60)
- Główka (A = 74,3 mm) jest to górna część szyny przystosowana do toczenia się kół taboru oraz do nadawania im kierunku biegu.
- Stopkę (C = 150 mm) szyny stanowi jej dolna część przystosowana do przytwierdzania do podkładki i podkładu.
- Szyjka (B = 172 mm) szyny jest częścią pośrednią między główką a stopką. (D = 16,5 mm). Masa szyny o wymiarach podanych w nawiasach wynosi M = 60,34 kg/m.

### Przekroje szyn
Istnieje bardzo wiele przekrojów szyn, o różnym przeznaczeniu (nie tylko kolejowym). Same koleje w różnych krajach stosują kilkadziesiąt przekrojów szyn. Podstawowe typy dla toru normalnej szerokości, w większości krajów europejskich to odmiany typów S49, S54 i UIC60. Mnogość typów i odmian wynika z powodów historycznych (każdy kraj budował linie kolejowe w oparciu o własną produkcję i rozwiązania) oraz z długowieczności szyn na słabo obciążonych ruchem liniach kolejowych. W Europie, na bocznicach spotyka się szyny nawet z II poł. XIX wieku. W efekcie wiele typów szyn różni się tylko niewielkimi szczegółami wymiarowymi.
Podstawowym wyróżnikiem klasyfikacji kolejowych profilów szynowych (podawanym w ich nazwie) jest masa metra bieżącego szyny w kilogramach (lub w funtach na yard – w krajach z anglosaskim systemem miar). Np. masa szyn typu 49E1 i 60E1 wynosi w przybliżeniu odpowiednio: 49 kg/m i 60 kg/m, natomiast masa popularnej w wielu krajach Azji i Afryki brytyjskiej szyny BS80A wynosi 80 lb/yd (ok. 39 kg/m). Dla szyn o przeznaczeniu innym niż kolejowe, lub szyn specjalnych, zasada wyróżniania szyn w oparciu o masę metra bieżącego nie zawsze jest stosowana.

### Szyny Vignolesa
Aktualnie na kolei stosuje się wyłącznie szyny Vignolesa, (od nazwiska brytyjskiego inżyniera kolejowego) które współpracując z odpowiednio ukształtowanym kołem zapewniają m.in. ograniczenie wężykowania pojazdów oraz kompensację różnej prędkości kół jednej osi na łukach. Szyny tego typu stosuje się w liniach kolejowych o różnym rozstawie torów: wąskotorowych, średniotorowych, normalnotorowych i szerokotorowych. W zależności od rodzaju toru, szybkości, rodzaju taboru i przenoszonych obciążeń stosuje się szyny od S7 (7 kg/m) do 60E1 (60 kg/m).

### Szyny specjalne i inne

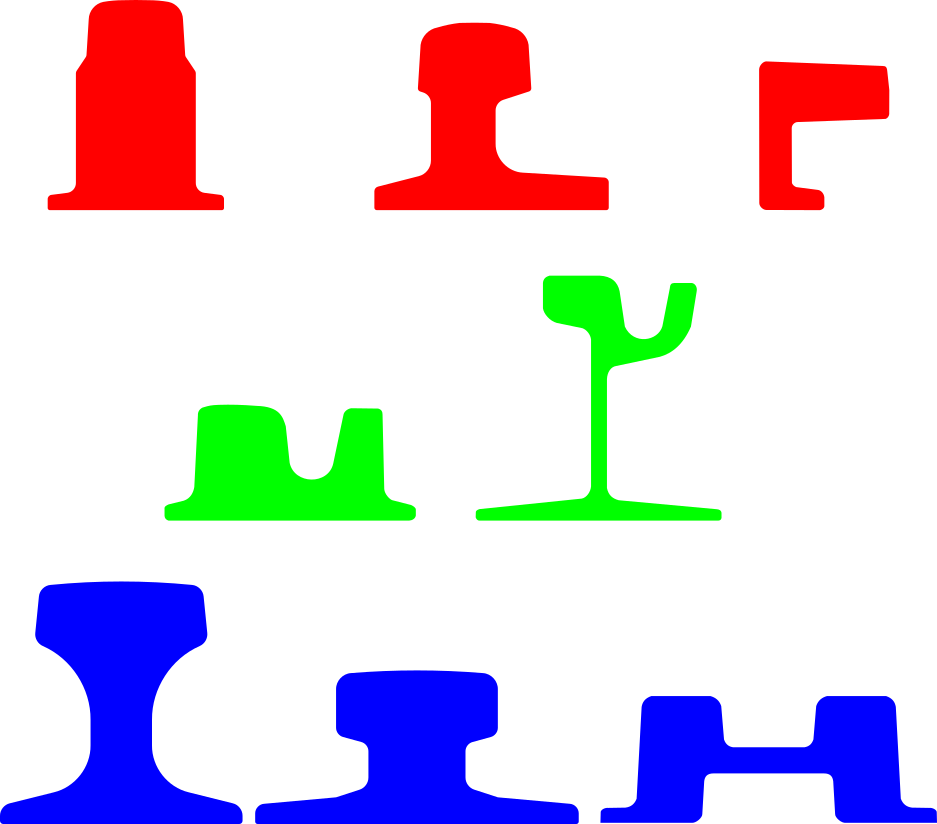
Profile szyn: Czerwone – szyny do rozjazdów kolejowych; Zielone – szyny tramwajowe (blokowe i zwykłe); Niebieskie – szyny dźwigowe i podsuwnicowe

Istnieje duża grupa szyn o specjalnych zastosowaniach kolejowych lub pozakolejowych.
- Szyny / kształtowniki szynowe stosowane do budowy rozjazdów kolejowych w miejscu przecinania się torów. Są to kształtowniki klockowe (na krzyżownice kolejowe), kształtowniki iglicowe (ruchome części rozjazdu do nadawania pojazdowi kierunku) i kierownice – te nie przenoszą ruchu pojazdów, ale mają za zadanie zapobieżenie wykolejeniu się składu na rozjeździe.
- Szyny rowkowe (tramwajowe). Mogą być typu blokowego (bez wydzielonej szyjki) lub "normalne" – kształtem zbliżone do kolejowych, ale z dodatkowym rowkiem na prowadzenie kołnierza koła.
- Szyny podsuwnicowe i dźwigowe do budowy jezdni suwnic przemysłowych oraz dźwigów lub żurawi (portowych, budowlanych itp)

### Właściwości fizyczne
Szyny kolejowe i inne muszą się odznaczać dużą wytrzymałością na zginanie i ścieranie, twardością i jednocześnie pewną ciągliwością, a ponadto sprężystością i trwałością. Obecnie szyny są wyrabiane tylko ze stali uzyskanej w procesie konwertorowym lub elektrycznym. Tak wytopiona stal jest często poddawania obróbce pozapiecowej i odgazowywana, a następne odlewana w procesie COS. W skład stali szynowej – oprócz żelaza – wchodzą: węgiel 0,4-0,80%, mangan 0,6-1,3%, krzem do 0,5%, fosfor do 0,035% oraz siarka do 0,035%. Od zawartości tych składników zależą właściwości stali szynowej. Efektywnym sposobem podwyższenia trwałości szyny jest stosowanie stali o zwiększonej wytrzymałości na rozciąganie, dzięki czemu szyny są bardziej odporne na zużycie, zmęczenie, a także zwiększa się odporność szyny na obciążenia udarowe. Osiąga się to na dwa sposoby: albo przez modyfikację podstawowego składu chemicznego stali (głównie dodatek chromu i/lub wanadu), albo przez poddanie gotowych szyn procesom obróbki termicznej (np. hartowanie główki).

### Długość szyn
Pożądana długość szyn zależna jest od ich typu i zastosowania. Najczęściej zawiera się w zakresie od 6 m (szyny lekkie i specjalne) do 30 m (standard dla szyn dla torów stykowych). Wraz z rozwojem kolei dużych szybkości i dążeniem do ograniczenia ilości połączeń szyn (zgrzewów i spawów), długość szyn kolejowych zamawianych u producentów zwiększała się. Wielu producentów potrafi dziś produkować szyny kolejowe o długościach 60 m, 90 m, 120 m, a nawet 180 m. Szyna 120 m jest obecnie standardem przy budowie torów bezstykowych. Jednym z kilku producentów na świecie, którzy wytwarzają szyny o długości 120 m jest ArcelorMittal Poland SA, który w Oddziale w Dąbrowie Górniczej (dawna Huta Katowice) uruchomił taką instalację na początku 2014 roku.

### Zastosowana stal
Zastosowanie stali o podwyższonej zawartości węgla (do ok. 0,6-0,8%) i manganu (do ok. 1,3%) podwyższa wytrzymałość stali szynowej na rozciąganie do 900 – 1030 MPa, a trwałość szyn, wyrażona w przewiezionej masie brutto, zwiększa się prawie dwukrotnie. W ostatnich latach opanowana została przez przemysł hutniczy produkcja szyn ze stali dodatkowo termicznie ulepszonej, osiągającej wytrzymałość na rozciąganie co najmniej 1100 MPa. Podobny poziom wytrzymałości na rozciągania osiąga się też bez termicznego ulepszania, ale modyfikując podstawowy skład chemiczny stali dodatkiem chromu (0,8 – 1,2% i/lub wanadu – do 0,20%). Współczesne gatunki stali szynowych i same szyny z nich produkowane (w szczególności te stosowane na kolejach dużych szybkości) muszą spełniać rygorystyczne i wysokie wymagania jakościowe. Dlatego stosuje się nowoczesne metody wytapiania stali z maksymalnym ograniczaniem zawartości pierwiastków domieszkowych lub mających szkodliwy wpływ na  własności gotowych szyn. W tym celu wykonuje się przeróbkę pozapiecową (ujednorodnianie składu chemicznego) oraz odgazowanie ciekłej stali (w szczególności do usunięcia wyjątkowo szkodliwego wodoru ze stali), a także ciągłe odlewanie. Gotowe szyny, po walcowaniu, poddaje się wielu testom i badaniom. Poza próbami wytrzymałości i twardości, w laboratorium sprawdza się też zawartość wtrąceń niemetalicznych, poziom odwęglenia powierzchni i rozkład siarki na przekroju szyny. Same szyny są poddawane szczegółowej kontroli wymiarów, prostości, stanu powierzchni i obecności wad wewnętrznych. Coraz częściej odbywa się to w nowoczesnych, w pełni zautomatyzowanych liniach badawczych szyn składających się z poszczególnych modułów: profilomierz i falistościomierz laserowy (wymiary przekroju i prostość), defektoskop wiroprądowy (niedoskonałości i wady na powierzchni szyny) i defektoskop ultradźwiękowy (wykrywanie wad wewnętrznych).
W połowie lat 70. produkowano w Polsce szyny hartowane (linia hartowania sprowadzona ze Związku Radzieckiego i zainstalowana w Hucie Katowice), jednak nie zdały one egzaminu ze względu na poprzeczne pękanie. Technologia ta polegała na hartowaniu całego przekroju szyny ("na wskroś"), natomiast współcześnie ulepszanie cieplne szyn stosuje się tylko do główki szyny (powierzchni styku koła z szyną). Obecnie prowadzone są też badania nad produkcją szyn z gatunków stali, które w czasie stygnięcia po walcowaniu, uzyskiwałyby strukturę bainityczną, bez dodatkowego ulepszania cieplnego.